# シドニー・ノーラン

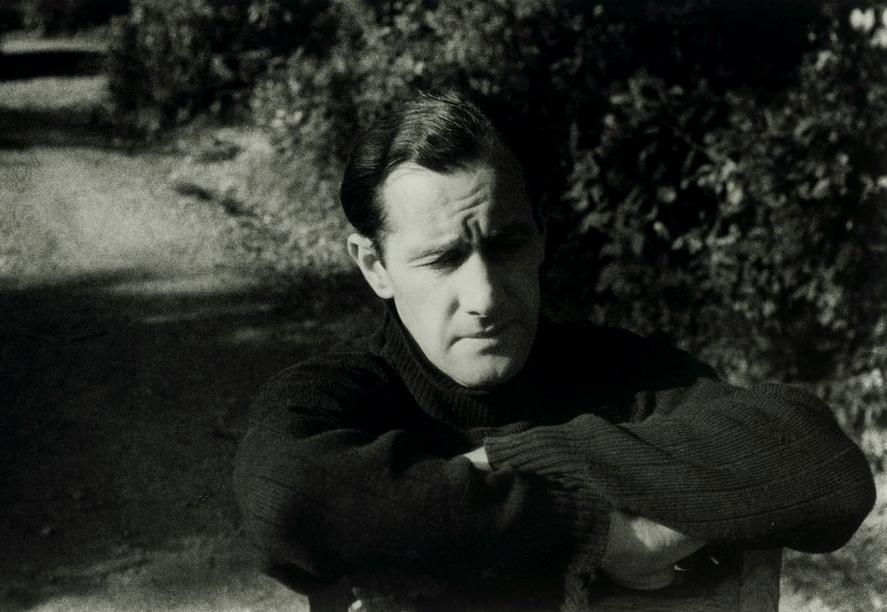
シドニー・ノーラン
（1940年代、アルバート・タッカー撮影）

シドニー・ノーラン（Sir Sidney Robert Nolan OM AC CBE RA 、1917年4月22日 – 1992年11月28日）は、オーストラリアの画家・版画家。同国の美術界を代表する作家である。

## 経歴

### 前半生
1917年4月22日、メルボルン郊外の町カールトンにて、4人兄弟姉妹の長子として生まれる。やがて家族でメルボルンの海岸地区セント・キルダに移住し、そこで少年時代を過ごす。美術と文学に興味を持ち成長するが、やがて美術について本格的に学ぶべく、プラハーン工芸学校（現在のスウィンバーン大学の一部）のデザイン・工芸学科に在籍し、通信教育などを通じて勉学に励んだ。15歳で看板描き、16歳で帽子工場の工員といった職を得るが、翌1934年、17歳の時にビクトリア国立美術館美術学校に入学し、仕事の合間を縫って散発的に夜のクラスに出席するようになった。彼はここでピカソ、クレー、ミロなどの画家の作品に親しみ、ヨーロッパの美術から大きなインスピレーションを受けた。

### 国内での地位確立
ノーランは、当時芸術家のパトロンとして知られていたジョンとサンディ・リード夫妻と親しくなり、新進芸術家集団である「ハイディ・サークル」の主要メンバーの一人と見なされるようになっていった。1938年に彼は最初の妻エリザベスと結婚したが、リード夫妻との関係、芸術家としての活動が活発化するにつれ、この結婚は3年で破綻した。1940年に最初の個展を開催するが、これは惨憺たる評価に終わった。1942年には陸軍に招集され、ビクトリア州北部のウィメラ地区に配属された。この時期すでに彼の画風は抽象から具象へと方向転換しつつあったが、この移住により大都市メルボルンの空気から遠ざかることでその傾向はさらに加速され、ノーランはヨーロッパの抽象画とは距離を置いた「オーストラリアの画家」としてのアイデンティティーを模索する過程に入っていった。
除隊の後、メルボルンに戻ると、ジョン・リードとマックス・ハリス（作家、詩人）の出版社の仕事にも参加し、文芸誌『アングリー・ペンギンズ』などの表紙を手がけた。1946年、ハリスとともにビクトリア州北東部を旅行し、オーストラリア最大のブッシュレンジャーであるネッド・ケリーの生涯にインスピレーションを得、『ケリー追跡大作戦（1878年 – 1880年）』を主題とする一連のシリーズを描き上げた。オーストラリアで大衆的人気のあるケリーを扱ったこれら作品は、今日までノーランの作品群の中でも著名なものとして知られている。
これ以降、旅行は彼のインスピレーションの主要な源泉となり、1947年にはグレート・バリア・リーフやクイーンズランド、フレーザー島などを回って一年を過ごした。『フレーザー夫人と脱獄囚ブレースフェル』などの作品はその成果である。1949年にはオーストラリア中央部を旅して、探検家バークとウィルスのオーストラリア南北縦断の探検に主題を取った作品を作成した。
なお、1948年に、二度目の妻シンシアと結婚している。

### 国際的活動の展開
1950年にダンロップ賞を受賞したことによって、欧州訪問の機会を得たノーランは、その翌年フランス、スペイン、ポルトガル、イタリアを歴訪した。ヨーロッパ美術、分けても初期イタリア・ルネサンスの美術に深い感銘を受けたことを契機に、オーストラリア的な粗削りさが目立ったその作風に、それ以降は洗練が加わっていくようになった。
翌1951年にオーストラリアに戻ると、ブリスベンの新聞『クーリア・メイル』紙の依頼を受け、クイーンズランド北部の旱魃の様子を記録する旅に出発した。ここで洞窟画などオーストラリア先住民の文化に触れ、また1953年にも中央内陸部に旅したが、オーストラリア内部の探索はここで一旦区切りを付け、以降は国際的活動に比重を移していった。
1954年に再度イタリアを旅して大きなインスピレーションを得たことを足掛かりに、ヴェネツィアやローマ、ロンドンで展覧会を開催。1955年にはロンドンに居所を定める。同年冬から翌1956年にかけてはギリシアのヒドラ島で過ごし、そこで得た着想を元に大作『ガリポリ』を完成させた。これは第一次世界大戦におけるオーストラリア・ニュージーランド軍団（ANZAC）のガリポリの戦いへの参戦を、ギリシア神話のトロイ戦争のイメージに重ね合わせて描き上げたもので、当時の彼の神話への興味をうかがわせるものとなっている。

### 移動に次ぐ移動を経て
この後、カンタス航空からオフィス装飾用絵画の依頼を受けて、取材のために世界各地を歴訪。その足跡はインド、カンボジア、日本、メキシコ、アメリカ合衆国と広範なものに渡った。ロンドンに戻ると大規模な回顧展を開催し、その名声をさらに高めた。
1957年にはパリ、1958年にはニューヨークに移住したが、1960年代の初めまで主にはロンドンを拠点とし、新しいインスピレーションを求めて世界中を旅行して回るという生活スタイルを貫いた。その成果は彼の作品に着実にフィードバックバックされ、豊かなニュアンスや色彩感覚をもたらした。1960年代にはエジプト、アフリカ、ギリシア、南極、ニューギニア、インドネシア、中国、ネパール、アフガニスタン、パキスタン、アメリカ合衆国、モロッコなどを訪れている。
1967年にはシドニー、1973年にはダブリンで大回顧展を開催し、オーストラリア随一の画家としての地位と名声を不動のものにした。国内では国家レベルの仕事が多く舞い込み、国外では1963年に大英帝国勲位を、さらにその後ナイト爵位を授与されてもいる。

### 晩年の活動
その後もその創作の勢いは衰えず、『鉱夫』（1972年）、『オセアニア』（1973年）、『アーン・マリー』（1974年）、『オイディプス譚』（1975年）といった各シリーズが代表作として挙げられる。
1983年にはメリット勲章受章の栄誉に浴する。1985年にはシドニー・ノーラン基金を設立して、展示スペースの提供など、他のアーティストやミュージシャンを支援する活動を開始した。1988年にはオーストラリア勲章を受章。またアメリカ芸術・文学アカデミーの名誉会員にもなっている。
1992年11月28日、ロンドンにおいて75歳で死去。

## 作風
キャリアの初期においては、身辺の風景や日常生活に題材を得た一般的な作品を手がけることが多かったが、「ケリー」のシリーズ以降は、オーストラリアの歴史の探求へと進み、寓意に富んだ神話的世界を描き出し、同国における唯一無二の存在となっていった。世界中を旅行してもなお、常にその眼差しはオーストラリアに注がれ続けたといってよい。その一方で、南極やニューギニアといった世界の辺境とされる地域の風景からも、名作と呼ばれる作品を多く生み出した。
技法においては、リポリン（商業用塗料）を用いた硬い質感に特徴づけられる初1940年代の作風から、1950年代後期には合成接着剤であるポリビニール・アセテートに顔料を加えたものを使用するようになり、その作品は深みと柔軟性を増すことになった。さらに1960年代には油絵の具を用いるようになり、ぼやけて溶けるような質感を作風に加味し、初期に比べると遥かにニュアンスに富み、普遍的な訴求力を帯びた作品を量産していった。
もっとも、創作に当たって長期に渡る観察と思索を必要としたことは、そのキャリアにおいて一貫していた。対象物を深く理解し、主題を掘り下げるといった創作態度が、常にその豊かな表現世界の源泉にあったと言える。